# Reichsratswahl 1873

Reichsteile und Kronländer der Österreichisch-Ungarischen Monarchie:
Cisleithanien
Transleithanien
Bosnien und Herzegowina (seit 1878 verwaltet, 1908 annektiert)

Die Reichsratswahl 1873 wurde im Oktober 1873 in Cisleithanien abgehalten. Es war die erste Wahl, die nach dem Kurienwahlrecht durchgeführt wurde.

## Wahlsystem
Seit 1873 galt in Cisleithanien das Kurienwahlrecht. Die Wähler wurden nach ihrem Stand und Vermögen in vier Kurien eingeordnet. Die Kurien waren Großgrundbesitzer (59 Wähler pro Abgeordneten), Handels- und Gewerbekammern (23 Wähler pro Abgeordneten), Groß- und Mittelbauern (8400 Wähler pro Abgeordneten) und alle anderen in Städten lebenden männlichen Bürger (1580 Wähler pro Abgeordneten), die jährlich mindestens 10 Gulden (ab 1882 fünf Gulden) direkte Steuern entrichteten. Dies entsprach insgesamt 6 % der erwachsenen Bevölkerung. In der Kurie der Großgrundbesitzer waren auch Frauen wahlberechtigt, jedoch durften sie dies nicht persönlich ausüben, sondern brauchten dazu einen männlichen Bevollmächtigten.

## Wahlergebnis
Die Parlamentswahl gewannen die deutschen Liberalen mit 218 Mandaten und stellten die Regierung. Die größte Oppositionsfraktion war der Polenklub mit 49 Mandaten  und die deutschen Konservativen mit 44 Abgeordneten.